# Rhyacophila crassa
Rhyacophila crassa är en nattsländeart som beskrevs av Schmid 1970. Rhyacophila crassa ingår i släktet Rhyacophila och familjen rovnattsländor. Inga underarter finns listade i Catalogue of Life.